# Čeladenka
Čeladenka je potok v Moravskoslezském kraji, přítok řeky Ostravice, který odvodňuje menší území na jihozápadě okresu Frýdek-Místek. 

## Popis toku
Čeladenka pramení v Moravskoslezských Beskydech v nadmořské výšce kolem 840 m na severozápadních svazích hory Trojačka (987 m). První kilometr spadá potůček na jihozápad, pak se obrací a po celý zbytek své cesty zachovává směr k severu. Čeladenka na svém horním toku je horskou bystřinou, která vytváří hluboké, 8 km dlouhé údolí mezi masívy Kněhyně na západě a Smrku na východě; na tomto úseku klesá o 350 výškových metrů. Při ústí jednoho z drobných přítoků se na pravém břehu Čeladenky rozkládá přírodní rezervace V Podolánkách, chránící smrkový porost na rašeliništi. S již značně zmírněným spádem vystupuje potok u Hamrů z úzkého údolí do široké podhorské kotliny, protéká po celé délce obce Čeladná a poblíž železniční zastávky Nová Dědina na počátku Frýdlantu nad Ostravicí vyúsťuje zleva do řeky Ostravice, která pak vody Čeladenky odnáší dál do Odry. Těsně před tímto místem je Čeladenka krátkým kanálem propojena se souběžně probíhající Frýdlantskou Ondřejnicí, jejíž přirozený tok se jinak vylévá do Ostravice až o dva kilometry po proudu, poblíž centra Frýdlantu. V případě povodně tak ústí Čeladenky slouží pro Frýdlantskou Ondřejnici jako odlehčovací rameno.

## Hlavní přítoky
(levý/pravý)
- Magurka (L)
- Kněhyňský potok (L)
- Stolová (L)
- Bílý potok (P)

Další přítoky jsou zleva
Mečová, Suchý potok, Korabský potok a Frýdlantská Ondřejnice,
zprava
Dešťanský potok, Psí doliny a Matulákův potok.

## Vodní režim
Hlásný profil:
| místo   | říční km | plocha povodí | průměrný průtok (Qa) | stoletá voda (Q100) |
| ------- | -------- | ------------- | -------------------- | ------------------- |
| Čeladná | 7,57     | 31,13 km²     | 0,78 m³/s            | 103,0 m³/s          |